# Opel 40/100 PS
Der Opel 40/100 PS war ein PKW der Oberklasse, den die Adam Opel KG von 1912 bis 1916 baute.

## Geschichte und Technik
Der 40/100 PS war das größte und luxuriöseste Modell des Herstellers vor dem Ersten Weltkrieg.
Der Wagen hatte einen seitengesteuerten Vierzylinder-Blockmotor mit 10.160 cm³ Hubraum (Bohrung × Hub = 140 mm × 165 mm). Er leistete 100 PS (74 kW) bei 1300/min Der Motor war wassergekühlt und das Kühlwasser wurde durch eine Zentrifugalpumpe gefördert. Die Motorleistung wurde über eine Lederkonuskupplung, ein manuelles Vierganggetriebe und eine Kardanwelle im Ölbad an die Hinterachse weitergeleitet. Damit erreichte der Wagen eine Höchstgeschwindigkeit von 125 km/h.
Die beiden Starrachsen waren an dreiviertelelliptischen Längsblattfedern am Stahlblech-U-Profilrahmen aufgehängt. Zur Aufnahme des Motors gab es vorne einen Hilfsrahmen. Die Betriebsbremse war als Innenbackenbremse ausgeführt und wirkte auf die Getriebeausgangswelle. Die Handbremse bestand aus Trommelbremsen nur an den Hinterrädern.
Die Wagen waren als sechssitziger Doppelphaeton, als sechssitziger Torpedo, als viertürige Pullman-Limousine und als ebensolches Landaulet erhältlich. Billigstes Modell war der Doppelphaeton zum Preis von 18.000 RM.
Die Fertigung des 40/100 PS wurde Ende 1916 ohne Nachfolger eingestellt.